# Bahar (viktmått)
Bahar (även Buhar, Behar) är en tidigare, främst i Arabien och på ostindiska öarna använd viktenhet.
I Mocka motsvarade den 199,28 kilo, i Jidda 83,047 kilo. På Borne motsvarade en stor bahar 276,84 kilo och en liten bahar 184,56 kilo.